# Acholeplasma brassicae
Acholeplasma brassicae è una specie di batterio appartenente alla famiglia delle Acholeplasmataceae.